# St. Bonifatius (Apolda)

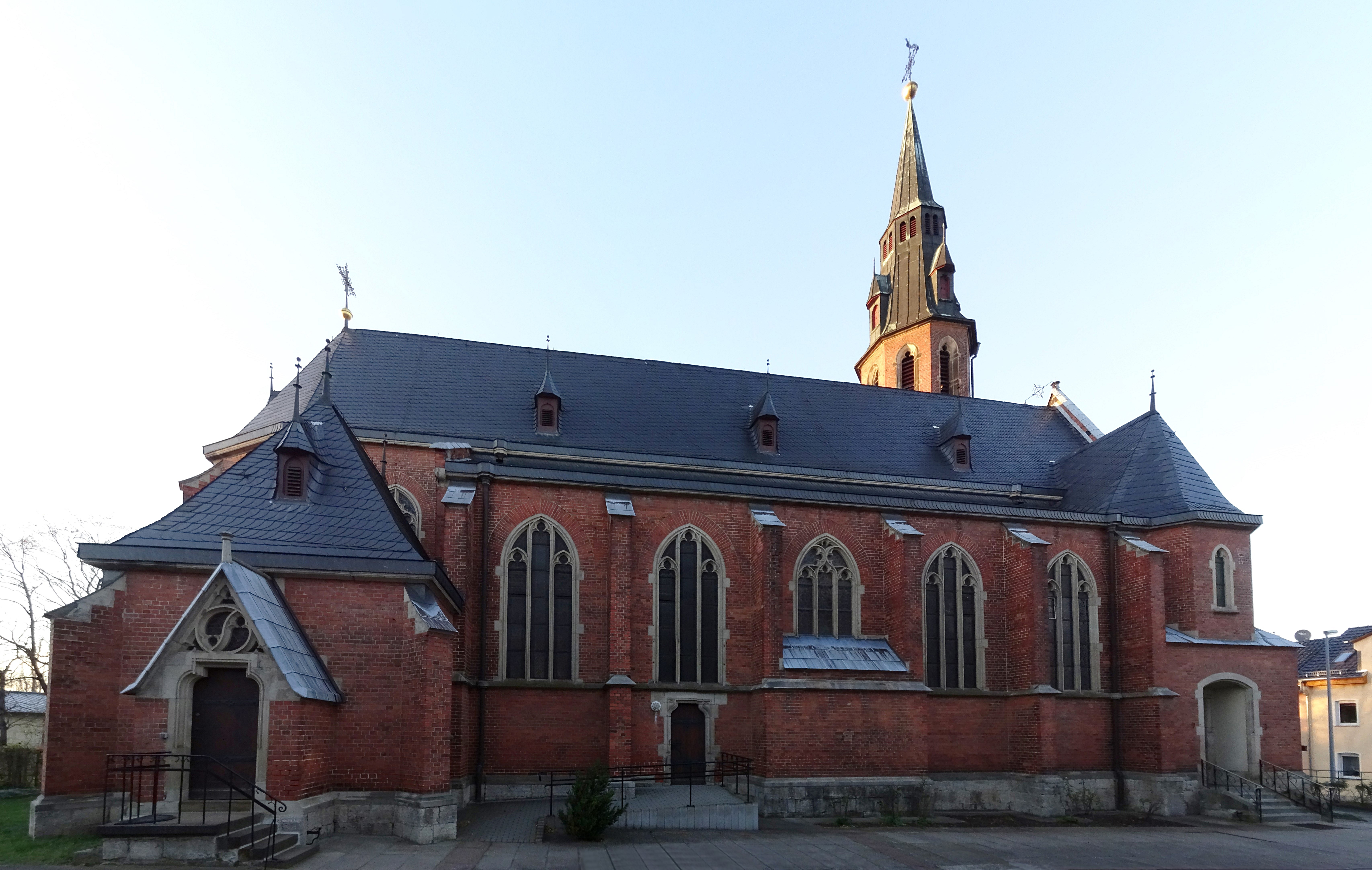
Kirche St. Bonifatius in Apolda

Die römisch-katholische Filialkirche St. Bonifatius steht in Apolda im thüringischen Landkreis Weimarer Land. Sie ist Filialkirche der Pfarrei St. Johannes Baptist Jena im Dekanat Weimar des Bistums Erfurt. Sie trägt das Patrozinium des heiligen Bonifatius.

## Lage
Die Kirche befindet sich in der Stobraer Straße in Apolda.

## Geschichte
1884 hatte sich eine kleine katholische Gemeinde in Apolda gebildet. 1886 wurde eine katholische Schule eingerichtet, in der Gottesdienste stattfanden.
Die Räumlichkeiten reichten für die wachsende Gemeinde bald nicht mehr aus. Deshalb erwarb das zuständige Bistum Fulda 1892 ein Grundstück an der
Stobraer Straße für den Bau einer Kirche und eines Schul- und Pfarrhauses. Am 1. März 1893 begann der durch Sammlungen finanzierte Bau der neugotischen,
dreischiffigen Hallenkirche aus Backsteinen. Architekt war der Erzbischöfliche Baudirektor Max Meckel aus Frankfurt am Main, Bauausführender der Maurermeister Eduard Seidel. Am 30. September 1894 wurde die Kirche geweiht.
Nach einer 115-jährigen Geschichte wurde die Pfarrei am 1. Januar 2017 Teil der neu gegründeten Pfarrei St. Johannes Baptist Jena.

## Ausstattung

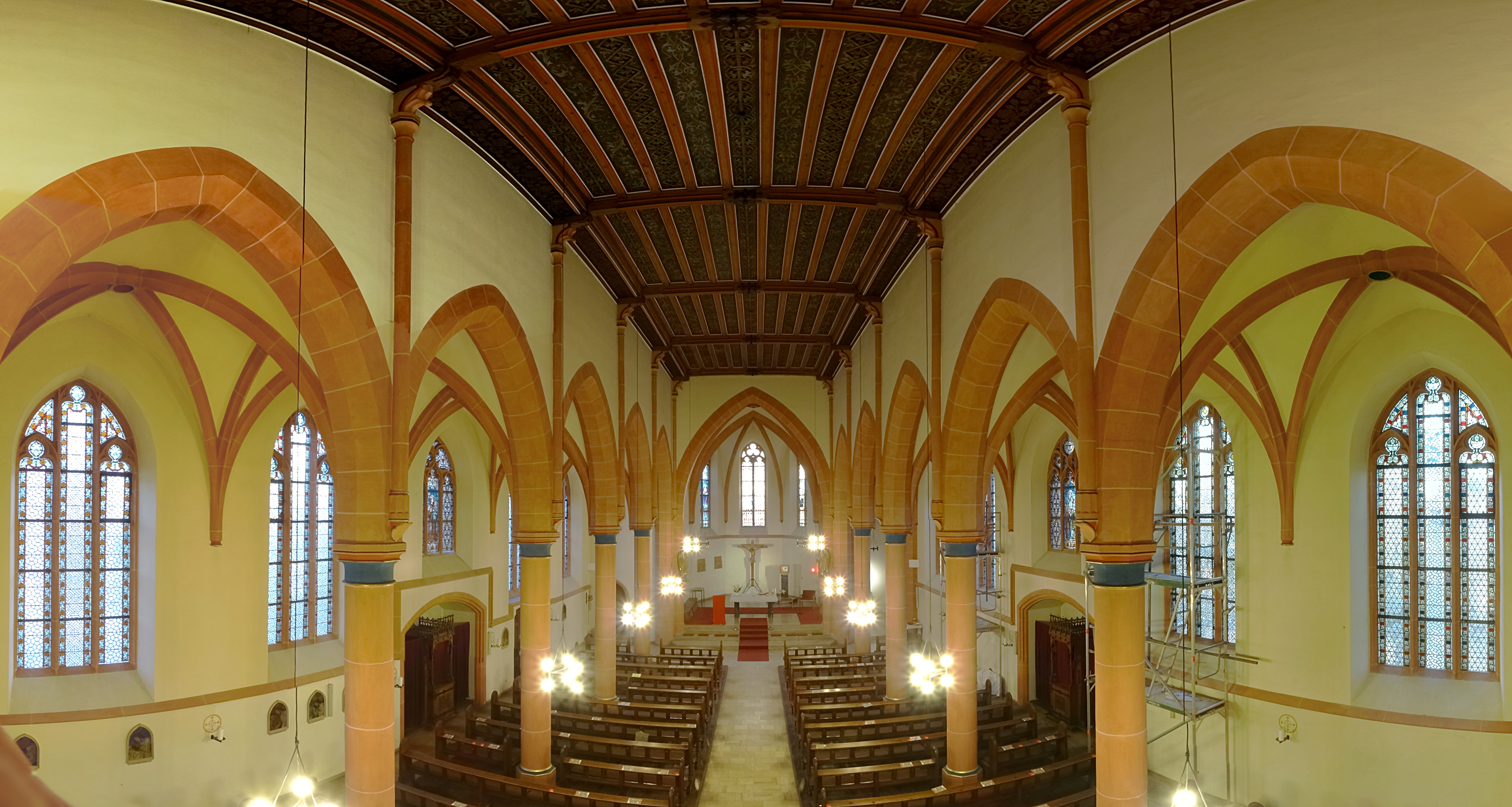
Innenraum-Panorama

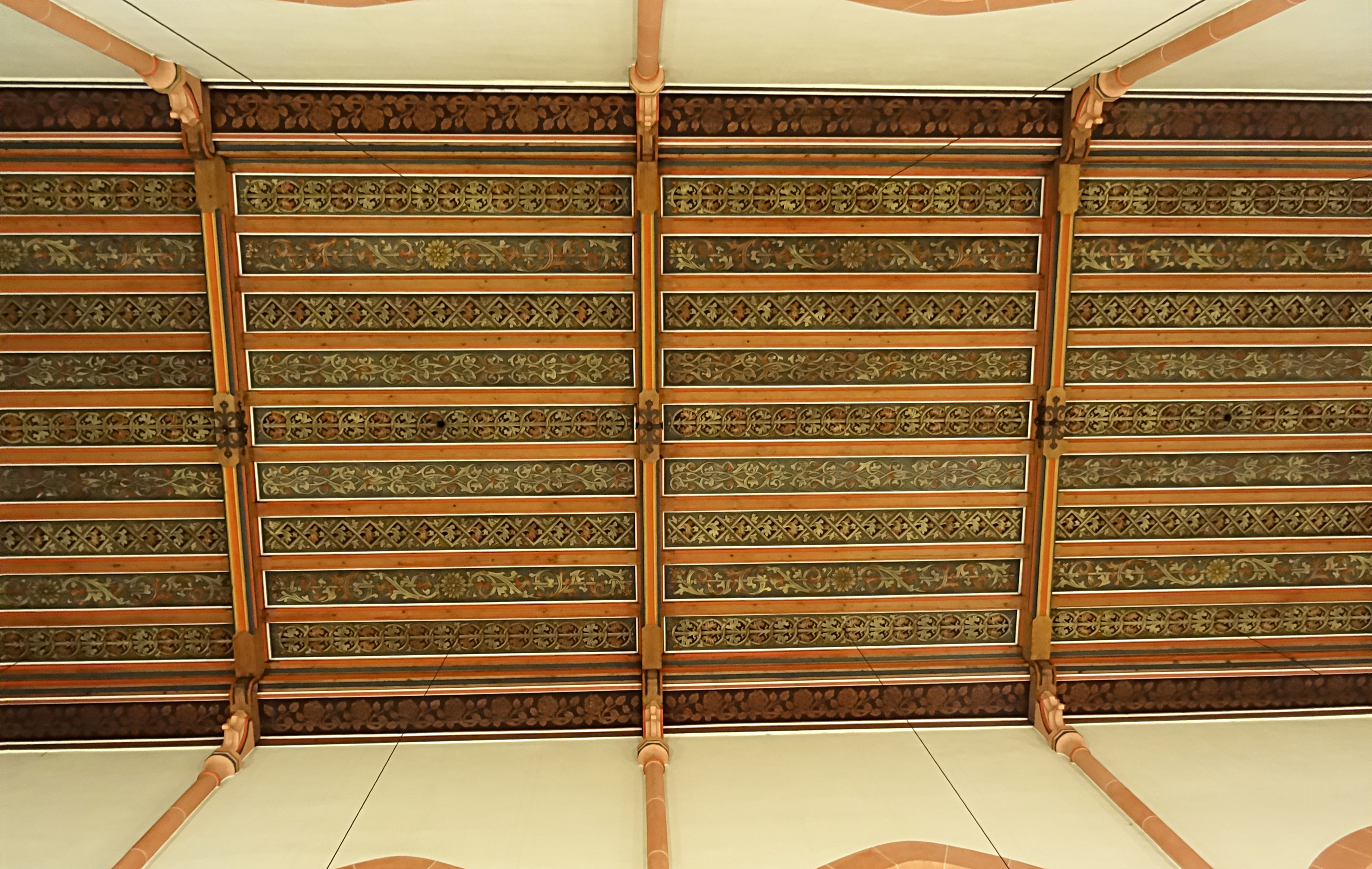
Holzdecke

Der achteckige Turm entstand an der rechten Seite des Bauwerkes und nahm drei Glocken, gegossen 1897 in der Apoldaer Glockengießerei Ulrich, auf. Der Turm selbst ist das zweithöchste Bauwerk Apoldas. Eine Besonderheit weist der Turm allerdings auf, er besitzt keine Uhr.
Die heutige Ausgestaltung entspricht nicht mehr vollständig derjenigen aus der Zeit ihrer Entstehung. In verschiedenen Erneuerungsphasen wurde die Kirche modernisiert. Bestehen geblieben sind jedoch die mit Ornamenten verzierte Holzdecke des Mittelschiffes, das Gestühl, die Beichtstühle, der Taufstein, die Orgel sowie die Bleiglasfenster. Die Seitenschiffe beherbergen die Beichtstühle, den Kreuzweg und den Prozessionsumgang.
Die Fenster bilden einen einzigartigen Schmuck, angefertigt von dem Frankfurter Glasmaler I. Dröser.

## Orgel
Die Orgel von 1901 mit 23 klingenden Registern, verteilt auf zwei Manuale und ein Pedal, stammt von dem Orgel- und Instrumentenbaumeister Martin Joseph Schlimbach aus Würzburg. Die Register- und Tontraktur ist pneumatisch. Die Disposition lautet wie folgt:
| I Hauptwerk C–f3 |     |
| Bordun           | 16′ |
| Principal        | 8′  |
| Gambe            | 8′  |
| Quintatön        | 8′  |
| Gedackt          | 8′  |
| Hohlflöte        | 8′  |
| Oktave           | 4′  |
| Rohrflöte        | 4′  |
| Octav            | 2′  |
| Mixtur IV        |     |

| II Oberwerk C–f3 |    |
| Flötenprinzipal  | 4′ |
| Salicional       | 8′ |
| Vox coelestis    | 8′ |
| Lieblich Gedeckt | 8′ |
| Octave           | 2′ |
| Flauto Dolce     | 4′ |

| Pedalwerk C–d1 |     |
| Subbass        | 16′ |
| Violon         | 16′ |
| Oktavbass      | 8′  |
| Cello          | 8′  |
| Choralbass     | 4′  |
| Posaune        | 16′ |

- Koppeln:
  - Normalkoppeln: II-I, I-P, II-P,
  - Superoktavkoppeln: II/II
  - Suboktavkoppeln: II/II

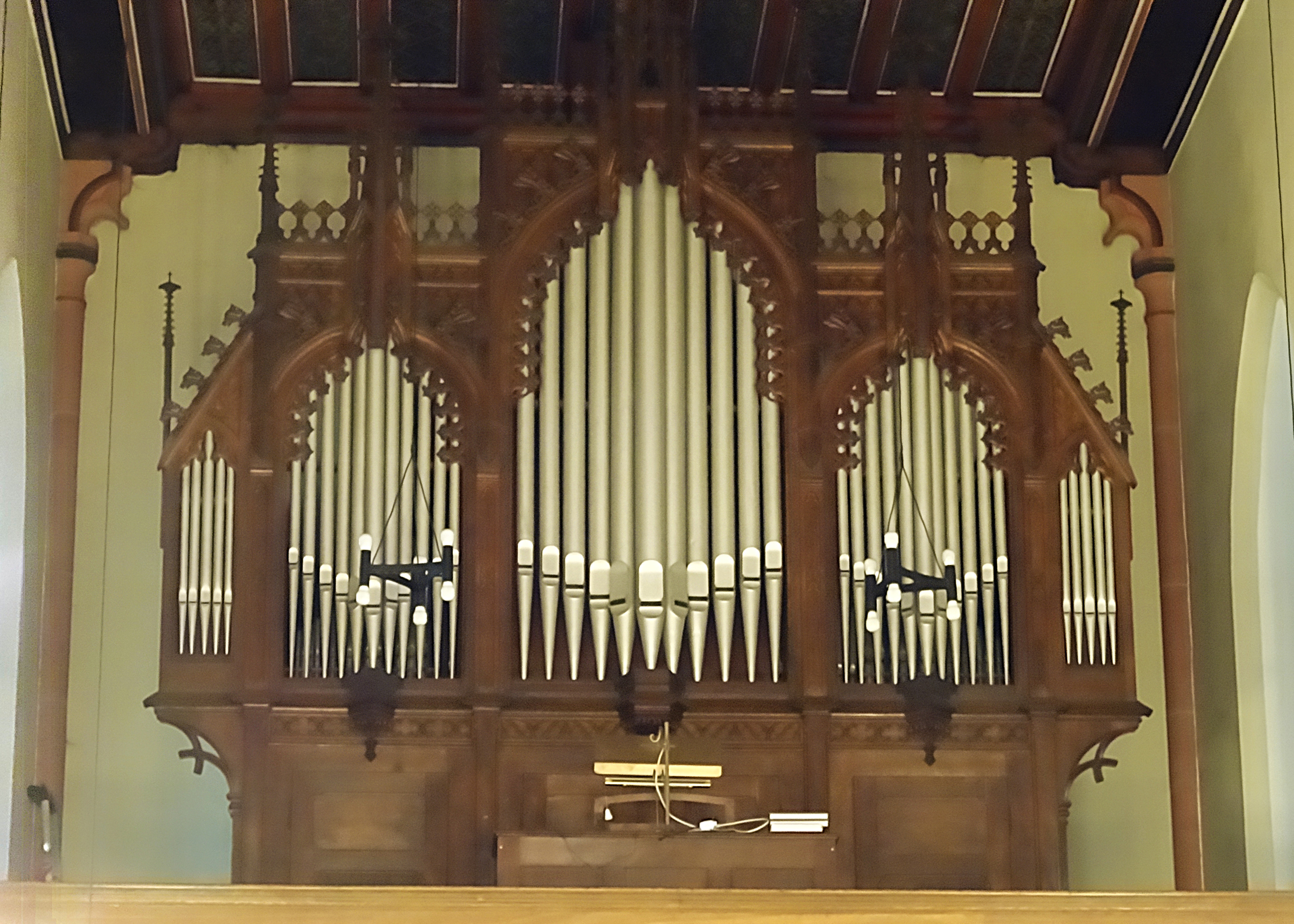
Orgel

- Spielhilfen: Zungenstimmen ab, Walze, Tutti, Feste Kombinationen: Piano, Mezzoforte, Forte

Anmerkungen
1. ↑  ausgeführt III, ab c1 IV
2. ↑  1920 von 8' auf 4' umgebaut
3. ↑  1920 umgebaut auf Oktave 2' von Fugara 4'
4. ↑  1920 eingebaut

## Glocken
Im Turm von St. Bonifatius hängen drei Kirchenglocken aus Bronze:
| Glocke | Name       | Gießer                              | Gussjahr | Durchmesser | Gewicht | Schlagton |
| ------ | ---------- | ----------------------------------- | -------- | ----------- | ------- | --------- |
| 1      | Bonifatius | Glockengießerei Bachert (Karlsruhe) | 2005     | 1140 mm     | 800 kg  | fis′      |
| 2      | Maria      | Franz Schilling Söhne (Apolda)      | 1919     | 920 mm      | 490 kg  | a′        |
| 3      | Elisabeth  | Glockengießerei Bachert (Karlsruhe) | 2005     | 845 mm      | 340 kg  | h′        |

Außerdem steht eine Eisenhartgussglocke von 1919 aus der Gießerei Schilling & Lattermann mit einem Durchmesser von 1292 mm bei einem Gewicht von	970 kg und dem Schlagton g′ im Kirchgarten.

## Seelsorger
Die Reihe der katholischen Pfarrer von Apolda lautet:
| - Dr. Anton Fischer, 1889–1896 - Hermann Trappe, 1896–1901 - A. Kruse, 1901–1902 - Hermann Malkmus, 1902–1903 - Andreas Weigand, 1903–1906 - Ludwig Möller, 1906–1908 - Joseph Erb, 1908–1913 - Adam Dehler, 1913–1916 - Simon Wehner, 1916–1923 | - Nikolaus Witzel, 1923–1927 - Paul Fürst, 1927–1933 - Fridolin Füller, 1933–1950 - Amand Haas, 1951–1982 - Adolf Rudolf, 1982–2007 - Herbert Stephan Meyer, 2007–2014 - Ansgar Paul Pohlmann, 2014–2015 - Suitbert Schellenberg, 2014–2016 - Stephan Riechel, seit 2015 |